# Gare de Rumelange
Ne doit pas être confondu avec Gare de Rumelange - Ottange.
La gare de Rumelange est une gare ferroviaire luxembourgeoise, terminus de la ligne 6c, de Noertzange à Rumelange, située sur le territoire de la commune de Rumelange, dans le canton d'Esch-sur-Alzette.

## Situation ferroviaire
La gare de Rumelange constitue l'aboutissement, au point kilométrique (PK) 9,980 de la ligne 6c, de Noertzange à Rumelange, à voie unique depuis la gare de Kayl. Jusqu'en 1996, elle précédait la gare de Rumelange - Ottange, aujourd'hui fermée.

## Histoire
La station de Rumelange est mise en service par la Compagnie des chemins de fer de l'Est, l'exploitant des lignes de la Société royale grand-ducale des chemins de fer Guillaume-Luxembourg, lors de l'ouverture à l'exploitation la ligne de Noertzange à Rumelange le 1er juin 1860.
Le bâtiment voyageurs a été reconstruit deux fois : la première fois avant 1925 et la seconde fois entre les années 1950 ou 1970 au vu de l'architecture du bâtiment actuel.

## Service des voyageurs

### Accueil
Gare CFL, c'est un point d'arrêt avec un abri. La gare possède un automate pour l'achat de titres de transport.

### Desserte
Rumelange est desservie par des trains Regionalbunn (RB) de la relation Noertzange - Rumelange,.

### Intermodalité
Un parking pour les véhicules (177 places) y est aménagé. La gare est desservie par la ligne 5 du transport intercommunal de personnes dans le canton d'Esch-sur-Alzette et par les lignes 508 et 601 du Régime général des transports routiers.